# کریگ بلامی
کریگ بلامی (انگلیسی: Craig Douglas Bellamy؛ زادهٔ ۱۳ ژوئیهٔ ۱۹۷۹) بازیکن فوتبال سابق اهل ولز است.

## باشگاهی

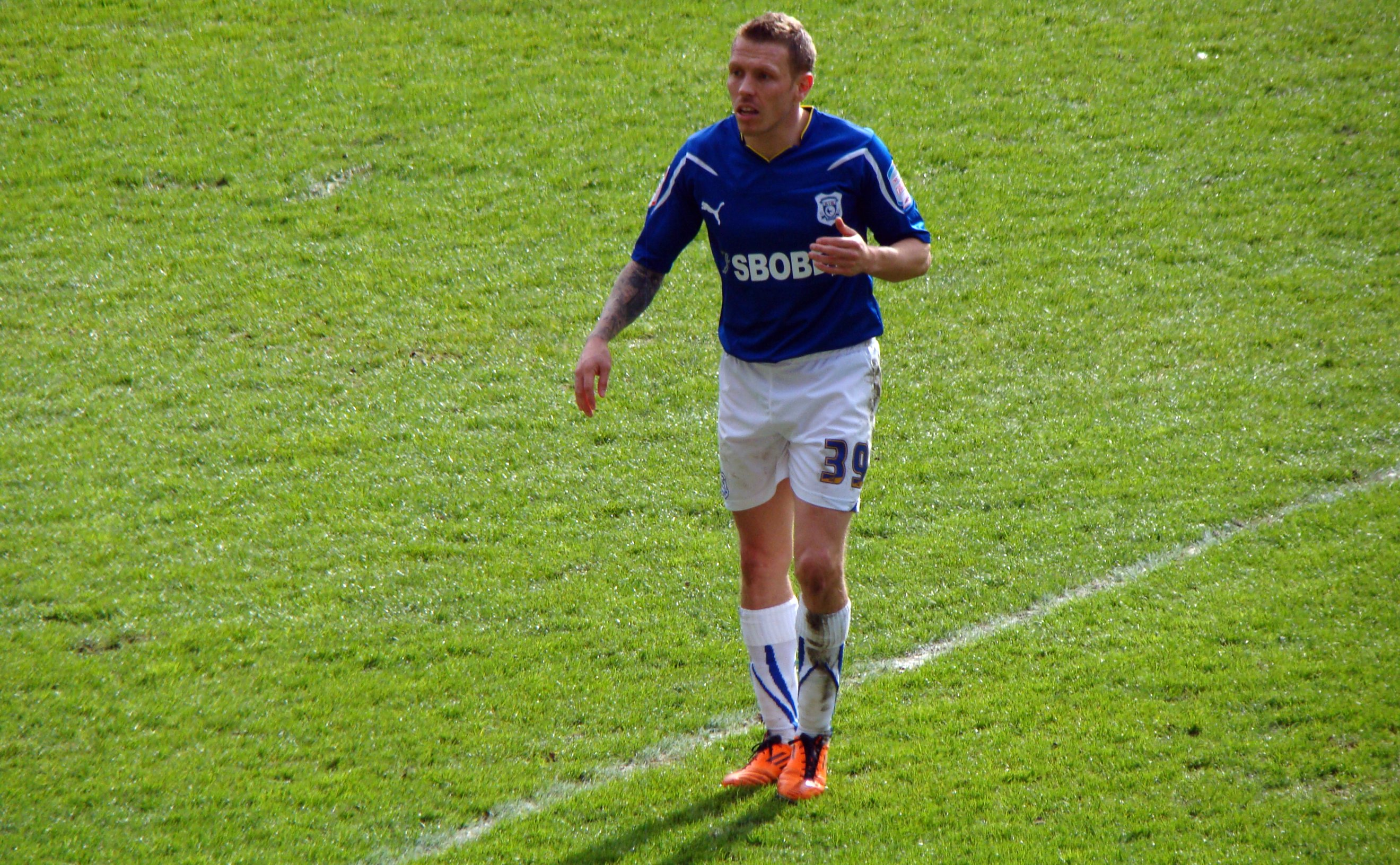
کریگ بلامی در سال 2011

از باشگاه‌هایی که در آن بازی کرده‌است می‌توان به نوریچ سیتی، کاونتری سیتی، نیوکاسل یونایتد، سلتیک، بلکبرن روورز، لیورپول، وستهام یونایتد، منچستر سیتی و کاردیف سیتی بازی کرده‌است. پس از گلزنی برای کاردیف سیتی، او به نخستین بازیکن لیگ برتر تبدیل شد که برای ۷ تیم گلزنی کرده‌است.

## تیم ملی
او بین سال‌های ۱۹۹۸ تا ۲۰۱۳، ۷۸ بازی ملی برای تیم ملی فوتبال ولز انجام داده‌است و ۱۹ گل به ثمر رسانده‌است.

## افتخارات

### باشگاهی
سلتیک
- جام حذفی فوتبال اسکاتلند: ۲۰۰۵

لیورپول
- جام اتحادیه باشگاه‌های انگلستان: ۲۰۱۲
- جام خیریه انگلستان: ۲۰۰۶

کاردیف سیتی
- چمپیونشیپ: ۱۳–۲۰۱۲

### فردی
- بازیکن۸خگج سال فوتبال ولز: ۲۰۰۷
- بازیکن جوان سال پی‌اف‌ای: ۰۲–۲۰۰۱